# Betsy Sodaro
Betsy Melissa Sodaro (Leadville, Colorado, 10 de junio de 1984) es una actriz estadounidense. Es una artista habitual en el Upright Citizens Brigade Theatre de Los Ángeles. Sodaro es conocida por sus apariciones en programas de comedia como Another Period, Duncanville, Clipped, Animal Practice, Nailed It y Big Time in Hollywood, FL.

## Vida y carrera
Sodaro es originario del Condado de Summit, Colorado, y se graduó de la Universidad de Western State Colorado en 2006, con una licenciatura en comunicaciones y teatro. Después de graduarse, entrenó y actuó en el Sacramento Comedy Spot y se mudó a Los Ángeles en 2007. Actúa regularmente en el Upright Citizens Brigade Theatre con los equipos de improvisación de house Bangarang! y Search History y equipo de sketches de house Nephew. Sodaro cita a Chris Farley entre sus influencias cómicas.
Sodaro ha estado en películas como Monsters University y The To Do List, y ha aparecido como invitada en programas de televisión como Raising Hope, Comedy Bang Bang, NTSF:SD:SUV::, Stevie TV y Kroll Show. En 2010, fue miembro del elenco del piloto de sketches de Comedy Central de UCB de Matt Besser, This Show Will Get You High, junto con Besser, Brett Gelman, John Gemberling y Paul Rust. En 2012, Sodaro coprotagonizó la breve comedia de situación de NBC Animal Practice. También interpreta papeles recurrentes en Another Period y Big Time in Hollywood, FL de Comedy Central, y coprotagonizó la comedia de situación de TBS Clipped.
Sodaro es un invitado frecuente en el podcast improv4humans de Matt Besser, habiendo aparecido en el programa más de 12 veces. También ha aparecido como invitada en muchos otros podcasts en la red Earwolf, como en Comedy Bang! Bang!, Hollywood Handbook, With Special Guest Lauren Lapkus, The Andy Daly Podcast Pilot Project, The Hooray Show with Horatio y más.
Betsy Sodaro también proporcionó la voz de Plant de la serie de Warner Bros. Animation Right Now Kapow, Xixi The Toucan de All Hail King Julien, y muchos más. También interpretó al personaje "Dabby" en la comedia de situación de Netflix Disjointed, protagonizada por Kathy Bates. En 2022 apareció en Ghosts como Nancy, un fantasma que murió de cólera. En High on Life, Sodaro expresó a Sweezy, un arma alienígena parlante conocida como Gatlian.

## Filmografía

### Películas
| Año  | Título                                | Papel                                  | Notas |
| ---- | ------------------------------------- | -------------------------------------- | ----- |
| 2013 | Monsters University                   | Voces adicionales                      |       |
| 2013 | The To Do List                        | Graduado #2                            |       |
| 2018 | Don't Worry, He Won't Get Far on Foot | Powell's Information Person            |       |
| 2018 | Next Gen                              | Gate                                   | Voz   |
| 2019 | Plus One                              | Dama de honor                          |       |
| 2020 | Trolls World Tour                     | Clampers Buttonwillow                  | Voz   |
| 2020 | Valley Girl                           | Tough Bouncer                          |       |
| 2020 | An American Pickle                    | Abogado de Defensa                     |       |
| 2020 | El Halloween de Hubie                 | Bunny                                  | [ 5 ] |
| 2020 | Golden Arm                            | Danny                                  |       |
| 2021 | Music                                 | Oficial                                |       |
| 2022 | The Prank                             |                                        |       |
| 2022 | El Gato con Botas: el último deseo    | Jo Serpent / Baker's Dozen Gang Member | Voces |
| 2023 | Unos suegros de armas tomar           | Chef Ida                               |       |
| 2024 | Summer Camp                           | TBA                                    |       |

### Televisión
| Año           | Título                           | Papel                             | Notas                                                     |
| ------------- | -------------------------------- | --------------------------------- | --------------------------------------------------------- |
| 2010          | This Show Will Get You High      | Varios                            | Personaje regular                                         |
| 2012          | Animal Practice                  | Angela                            | Personaje regular, 9 episodios                            |
| 2012–16       | Comedy Bang! Bang!               | Varios                            | Recurrente, 4 episodios                                   |
| 2013          | Kroll Show                       | Compañera de trabajo de Renick    | Episodio: "Can I Finish?"                                 |
| 2013          | NTSF:SD:SUV                      | Dana                              | Episodio: "A Hard Drive to Swallow"                       |
| 2013          | We Are Men                       | Katherine                         | Episodio: "We Are Dognappers"                             |
| 2013          | Raising Hope                     | Candy                             | Episodio: "Bee Story"                                     |
| 2014          | The Millers                      | Nurse Jennifer                    | Recurrente, 2 episodios                                   |
| 2014          | Infomerciales                    | Porcelaine                        | Episodio: "The Salad Mixxer"                              |
| 2014          | Chelsea Lately                   | Ella misma - Round Table          | Recurrente, 2 episodes                                    |
| 2014          | Review                           | Mary                              | Episodio: "Revenge; Getting Rich; Aching"                 |
| 2014–17       | All Hail King Julien             | Xixi (voz)                        | Recurrente, 29 episodios                                  |
| 2014–19       | Bob's Burgers                    | Patty/Jackie (voz)                | 3 episodios                                               |
| 2015          | Big Time in Hollywood, FL        | Darla                             | Recurrente, 5 episodios                                   |
| 2015          | Clipped                          | Rita Doyle                        | Recurrente, 8 episodios                                   |
| 2015          | Aqua Teen Hunger Force Forever   | Queen Bee (voz)                   | Sin acreditar; Episodio: "Sweet C"                        |
| 2015, 2016    | TripTank                         | Various Voices                    | Recurrente, 2 episodios                                   |
| 2015, 2017    | Dr. Ken                          | Sonja                             | 2 episodios                                               |
| 2015–18       | Another Period                   | Abortion Deb                      | Recurrente, 5 episodios                                   |
| 2015–21       | Superstore                       | Uptight Lady                      | 5 episodios                                               |
| 2016          | 2 Broke Girls                    | Eunice                            | Episodio: "And the Booth Babes"                           |
| 2016          | Love                             | Empleada del refugio animal       | Episodio: "The End Of The Beginning"                      |
| 2016          | Bajillion Dollar Propertie$      | Loretta                           | Episodio: "Uncle Jerry"                                   |
| 2016          | Dice                             | Motociclista                      | Episodio: "Alimony"                                       |
| 2016          | Lady Dynamite                    | A.D. Betsy                        | 2 episodios                                               |
| 2016          | Tween Fest                       | Vomit Donna                       | Episodio: "The Tubey Awards"                              |
| 2016          | Brooklyn Nine-Nine               | Jordan Carfton                    | Episodio: "Coral Palms, Part 1"                           |
| 2016          | Adam Ruins Everything            | Terry aka Squatter                | Episodio: "Adam Ruins Housing"                            |
| 2016–17       | ¡Bum, Pum, Kapow!                | Plant (voz)                       | Personaje regular; 26 episodios                           |
| 2016, 2017    | The Powerpuff Girls              | Eddie / Angela (voz)              | 2 episodios                                               |
| 2017          | Jeff &amp; Some Aliens           | US Ambassador (voice)             | Episodio: "Jeff & Some Jeffs"                             |
| 2017          | Girlboss                         | Betsy                             | Episodio: "Vintage Fashion Forum"                         |
| 2017          | All Hail King Julien: Exiled     | Xixi (voice)                      | 2 episodios                                               |
| 2017          | Comrade Detective                | Marku's Landlady (voice)          | Episodio: "Bread Is Bread"                                |
| 2017          | Apollo Gauntlet                  | Rubis (voice)                     | 5 episodios                                               |
| 2017–18       | Disjointed                       | Dabby                             | 18 episodios                                              |
| 2018          | LA to Vegas                      | Kathy The Dental Hygenist         | Episodio: "#PilotFlight"                                  |
| 2018          | Speechless                       | Kathleen                          | Episodio: "N-o-Nominee"                                   |
| 2018          | Little Big Awesome               | Puddin' Peggy / Sherris (voice)   | 2 episodios                                               |
| 2018          | Happy Together                   | Donna                             | Episodio: "Scrubbing"                                     |
| 2018          | Human Kind Of                    | Ms. Coward / Hungry Alien (voice) | 7 episodios                                               |
| 2018          | El ascenso de las tortugas ninja | Ground Hog (voz)                  | Episodio: "Pizza Pit"                                     |
| 2019          | Tuca & Bertie                    | Voz                               | Episodio: "Plumage"                                       |
| 2019          | Drunk History                    | Mary Mallon                       | Episode: "Bad Blood"                                      |
| 2019          | Tangled                          | Clementine (voz)                  | Episodio: "Rapunzel's Return"                             |
| 2019          | The Loud House                   | Jueza (voz)                       | Episodio: "Kings of the Con"                              |
| 2019–21       | Summer Camp Island               | Skadi (voz)                       | 3 episodios                                               |
| 2019–23       | Big City Greens                  | Community Sue (voz)               | 14 episodios                                              |
| 2020          | Archibald's Next Big Thing       | Shelby (voz)                      | Episodio: "The Paperbirds/Rock and Egg Roll"              |
| 2020          | Kipo and the Age of Wonderbeasts | Label (voz)                       | 8 episodios                                               |
| 2020          | Glitch Techs                     | Inspector 7 (voz)                 | 2 episodios                                               |
| 2020          | The Fungies!                     | Scrootch (voz)                    | Episodio: "Cool Kids"                                     |
| 2020          | It's Pony                        | Marti (voz)                       | Episodio: "Loud Horse"                                    |
| 2020          | The George Lucas Talk Show       | Herself                           | Episodio: "THX-2021"                                      |
| 2020–22       | Duncanville                      | Bex (voice)                       | Personaje regular; personaje basado físicamente en Sodaro |
| 2020–presente | Trolls: TrollsTopia              | Clampers Buttonwillow             | Recurrente                                                |
| 2021          | Drama Club                       | Mrs. Todd                         | 2 episodios                                               |
| 2021          | Poorly Drawn Lines               | Turt (voz)                        | 5 episodios                                               |
| 2022          | American Auto                    | Alex                              | Episodio: "Recall"                                        |
| 2022          | Big Nate                         | Kim / varios (voz)                | 3 episodios                                               |
| 2022          | Mr. Mayor                        | Teri                              | Episodio: "Mayor Daddy"                                   |
| 2022          | Hamster y Gretel                 | Coach Haggerty (voz)              | Episodio: "Cheer Cheer Bang Bang"                         |
| 2022–23       | Ghosts                           | Nancy                             | 10 episodios                                              |
| 2022–23       | Baby Shark's Big Show!           | Barb (voz)                        | 2 episodios                                               |
| 2023          | Night Court                      | Bert                              | Episodio: Marathon-thon-thon"                             |

### Videojuegos
| Año  | Título       | Papel  |
| ---- | ------------ | ------ |
| 2022 | High on Life | Sweezy |